# Sybra uniformis
Sybra uniformis là một loài bọ cánh cứng trong họ Cerambycidae.